# Държавно устройство на Панама
Панама е президентска република.

## Законодателна власт
Парламента на Панама е еднокамарен, състои се от 78 депутати, избирани за срок от 5 години.